# أس أس-جي بي
أس أس-جي بي (بالإنجليزية: SS-GB) هي رواية تاريخ بديل ألفها لين ديتون وصدر سنة 1978 وهي تتحدث عن تخيل لبريطانيا لو نحجت عملية أسد البحر.

## أحدات الرواية
تدور أحداث الرواية في إطار تخيلى حيث استطاعت ألمانيا أن تنتصر في الحرب العالمية الثانية والسيطرة على أجزاء مختلفة من العالم، وهناك تتبع القصة حياة محقق جرائم بريطانى يحقق في جريمة قتل في بريطانيا القابعة تحت الاحتلال النازى، مما يدخله في عديد التعقيدات والارتباطات بين قوات المقاومة التي تريد التحرير وبين السلطات النازية.